# Sphaerionillum quadrisignatum
Sphaerionillum quadrisignatum là một loài bọ cánh cứng trong họ Cerambycidae.